# Rue Paul Bossu
La rue Paul Bossu (en néerlandais : Bossustraat) est une rue bruxelloise de la commune de Woluwe-Saint-Pierre qui va de la rue Père Eudore Devroye  à la rue Saint-Hubert sur une longueur totale de 120 mètres.

## Historique et description
Le nom de la rue vient d'un soldat cavalier de deuxième classe Paul Gaspard Louis Leonard BOSSU, né le 23 août 1894 à Mouscron, blessé au combat et décédé en son domicile de Woluwe-Saint-Pierre le 1er mai 1919 des suites de ses blessures lors de la Première Guerre mondiale. Il était étudiant lors de son entrée en service le 26 septembre 1916.